# Luigi Casati
Luigi Casati (Lecco, 28 giugno 1964) è uno speleologo italiano.

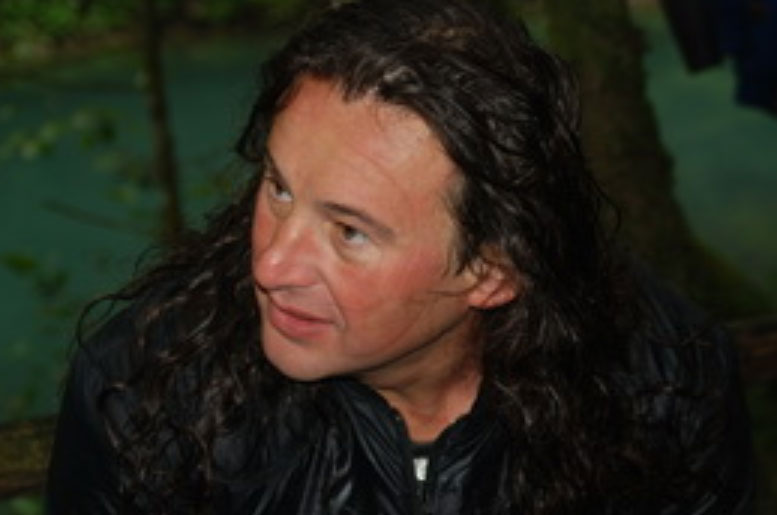
Luigi Casati (2008.)

Inizia l'attività subacquea nel 1978.
Allievo di Jean-Jacques Bolanz, ha al suo attivo numerosissime esplorazioni in cavità ipogee di tutto il mondo e diversi record di profondità e/o di lunghezza dell'esplorazione, sia in circuito aperto che con sistemi a circuito chiuso. Tra le sue esplorazioni principali le Grotte di Oliero e la Sorgente del Gorgazzo in Italia, Vrelo Une (Croazia) e Matka Vrelo (Macedonia).
Nel 2008 giunge alla profondità di 212 metri delle sorgenti del Gorgazzo a Polcenigo, realizzando il record dell'esplorazione più profonda di una sorgente italiana.

## Opere
- Manuale di speleologia subacquea, 2007, ISBN 8825301553.
- Acque sotterranee delle grotte, dei ghiacciai e delle città, 2008.